# Seul (singel)
„Seul” – czwarty singiel z debiutanckiej płyty Garou pod tym samym tytułem.
Największym przebojem stał się we Francji, sprzedając się w liczbie prawie miliona egzemplarzy i uzyskał status Diamentowy. Słowa piosenki napisał Luc Plamondon, a muzykę skomponował Romano Musumara.

## Lista utworów
| #           | Tytuł                      | Czas trwania |           |
| CD single   | CD single                  | CD single    | CD single |
| ----------- | -------------------------- | ------------ | --------- |
| 1.          | Seul                       |              |           |
| 2.          | Lis dans mes yeux          |              |           |
| CD Extra    |                            |              |           |
| 1.          | Seul                       |              |           |
| 2.          | Le calme plat + clip video |              |           |
| maxi single |                            |              |           |
| 1.          | Seul                       |              |           |
| 2.          | Que l’amour est violent    |              |           |
| 3.          | L’adieu                    |              |           |

## Certyfikaty i sprzedaż
| Kraj       | Certyfikat | Sprzedaż | Najwyższa pozycja |
| ---------- | ---------- | -------- | ----------------- |
| Kanada     | –          | –        | –                 |
| Francja    | Diamentowa | 750.000  | 1                 |
| Belgia     | Platynowa  | 50.000   | 1                 |
| Szwajcaria |            | 40.000   | 10                |